# Санавардо
Санавардо (груз. სანავარდო) — село в Грузии. Находится в восточной Грузии, в Кварельском муниципалитете края Кахетия. Расположено в Алазанской долине, на высоте 310 м над уровнем моря, на берегу реки Бурса, которая в свою очередь впадает в реку Алазани с левой стороны. Санавардо от города Кварели располагается в 7,5 километрах. По результатам переписи 2014 года в селе проживало 840 человек.